# Condado de Tishomingo
El condado de Tishomingo (en inglés: Tishomingo County), fundado en 1836, es un condado del estado estadounidense de Misisipi. En el año 2000 tenía una población de 19.163 habitantes con una densidad poblacional de 17 personas por km². La sede del condado es Iuka.

## Geografía
Según la Oficina del Censo, el condado tiene un área total de 1153 km² (445,2 mi²), de la cual 1098 km² (423,9 mi²) es tierra y 52 km² (20,1 mi²) (4.59%) es agua.

## Demografía
En el 2000 la renta per cápita promedia del condado era de $ 28,315 y el ingreso promedio para una familia era de $34,378. El ingreso per cápita para el condado era de $15,395. En 2000 los hombres tenían un ingreso per cápita de $28,109 frente a $19,943 para las mujeres. Alrededor del 14.1% de la población estaba bajo el umbral de pobreza nacional.

## Condados adyacentes
- Condado de Hardin (norte)
- Condado de Lauderdale (noreste)
- Condado de Colbert (este)
- Condado de Franklin (sureste)
- Condado de Itawamba (sur)
- Condado de Prentiss (suroeste)
- Condado de Alcorn (noroeste)

## Localidades
Ciudades
- Iuka

Pueblos
- Belmont
- Burnsville
- Golden
- Tishomingo

Villas
- Paden

Áreas no incorporadas
- Dennis
- Pittsburg

## Principales carreteras
- U.S. Highway 72
- Carretera Estatal de Misisipi 4
- Carretera Estatal de Misisipi 25
- Carretera Estatal de Misisipi 30
- Carretera Estatal de Misisipi 172
- Carretera Estatal de Misisipi 350
- Carretera Estatal de Misisipi 364
- Carretera Estatal de Misisipi 365
- Carretera Estatal de Misisipi 366
- Carretera Estatal de Misisipi 760
- Natchez Trace Parkway